# Lago Nadi
El lago Nadi (en alemán: Nadisee) es un lago artificial situado en la villa olímpica de Múnich —creada para los Juegos Olímpicos de 1972— en la región administrativa de Alta Baviera, en el estado de Baviera, (Alemania) Tiene un área de 0.16 hectáreas. 